# Stefanie Scherer
Stefanie Scherer (13 de mayo de 1996) es una deportista alemana que compite en biatlón. Ganó tres medallas en el Campeonato Europeo de Biatlón entre los años 2020 y 2025.

## Palmarés internacional
| Campeonato Europeo | Campeonato Europeo           | Campeonato Europeo | Campeonato Europeo      |
| Año                | Lugar                        | Medalla            | Prueba                  |
| ------------------ | ---------------------------- | ------------------ | ----------------------- |
| 2020               | Minsk-Raubichi (Bielorrusia) | Medalla de plata   | Relevo mixto individual |
| 2021               | Duszniki-Zdrój (Polonia)     | Medalla de oro     | Relevo mixto individual |
| 2025               | Martello (Italia)            | Medalla de oro     | Relevo                  |